# پاچوری
پاچوری (به انگلیسی: Pachore) یک منطقهٔ مسکونی در هند است که در بخش راجگر واقع شده‌است. پاچوری ۳۵٬۰۰۰ نفر جمعیت دارد.